# Gugutka
Gugutka (bułg. Гугутка) – wieś w południowej Bułgarii, położona w obwodzie Chaskowo, w gminie Iwajłowgrad. Według danych Narodowego Instytutu Statystycznego, 31 grudnia 2011 roku wieś liczyła 85 mieszkańców.
Wieś znajduje się w dolinie Bjałej reki. Gugutka w języku bułgarskim znaczy sierpówka.